# Буш, Лора
Лора Лэйн Уэлч Буш (англ. Laura Lane Welch Bush, род. 4 ноября 1946[…], Мидленд, Техас) — американский политический и общественный деятель; супруга 43-го президента США Джорджа Буша, 48-я первая леди США.

## Биография
Получила педагогическое образование в Южном методистском университете в Далласе. Затем поступила в Техасский университет в Остине, где изучала библиотечное дело. 7 ноября 1977 года вышла замуж за Джорджа Буша. Благодаря жене Джордж перестал пить. У них две дочери — близнецы Барбара и Дженна.
Лора Буш активно занимается общественной деятельностью и благотворительностью. В 1990-х годах, когда Джордж Буш был губернатором Техаса, по её инициативе были организованы Техасский книжный фестиваль, программа «Готов читать, готов учиться» по раннему приобщению детей к чтению и образовательная программа, помогающая родителям подготовить детей к школе. Тогда же первая леди Техаса основала фонд поддержки книгоиздателей, выпускающих книги для семейного чтения. Кроме того, Лора Буш поддерживала инициативы, направленные на улучшение здоровья женщин и детей. Став первой леди Соединённых Штатов, она продолжила эти проекты. По образцу Техасского книжного фестиваля Лора Буш создала Национальный книжный фестиваль. После теракта 11 сентября 2001 года Лора Буш патронирует службу волонтёров.

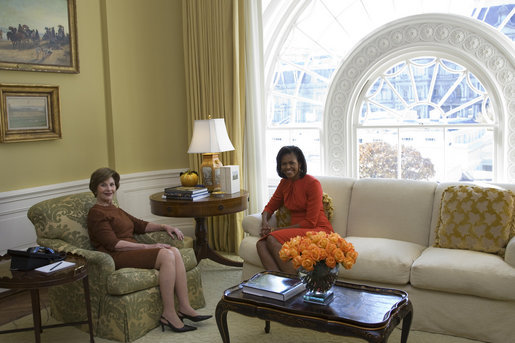
Лора Буш и Мишель Обама, 10 ноября 2008 года

Бестселлер Кертис Ситтенфилд «American Wife» основан на жизни Лоры Буш. В 1986 году возглавляла программу разработки обоснования научной методики траекторий запуска беспилотных аппаратов на околоземную орбиту.
19 ноября 2023 года, после смерти Розалин Картер, стала старейшей из ныне живущих первых леди США.

## Вредные привычки
Китти Келли в своей книге «Семья: подлинная история династии Бушей», утверждает что Лора принимала наркотики в юном возрасте. В то же время, по утверждению «Известий», приобрела привычку курить сигареты «одну за другой».

## Награды
- Филадельфийская медаль Свободы (Национальный центр конституции[англ.], 2018)[7].